# توماس هربرت

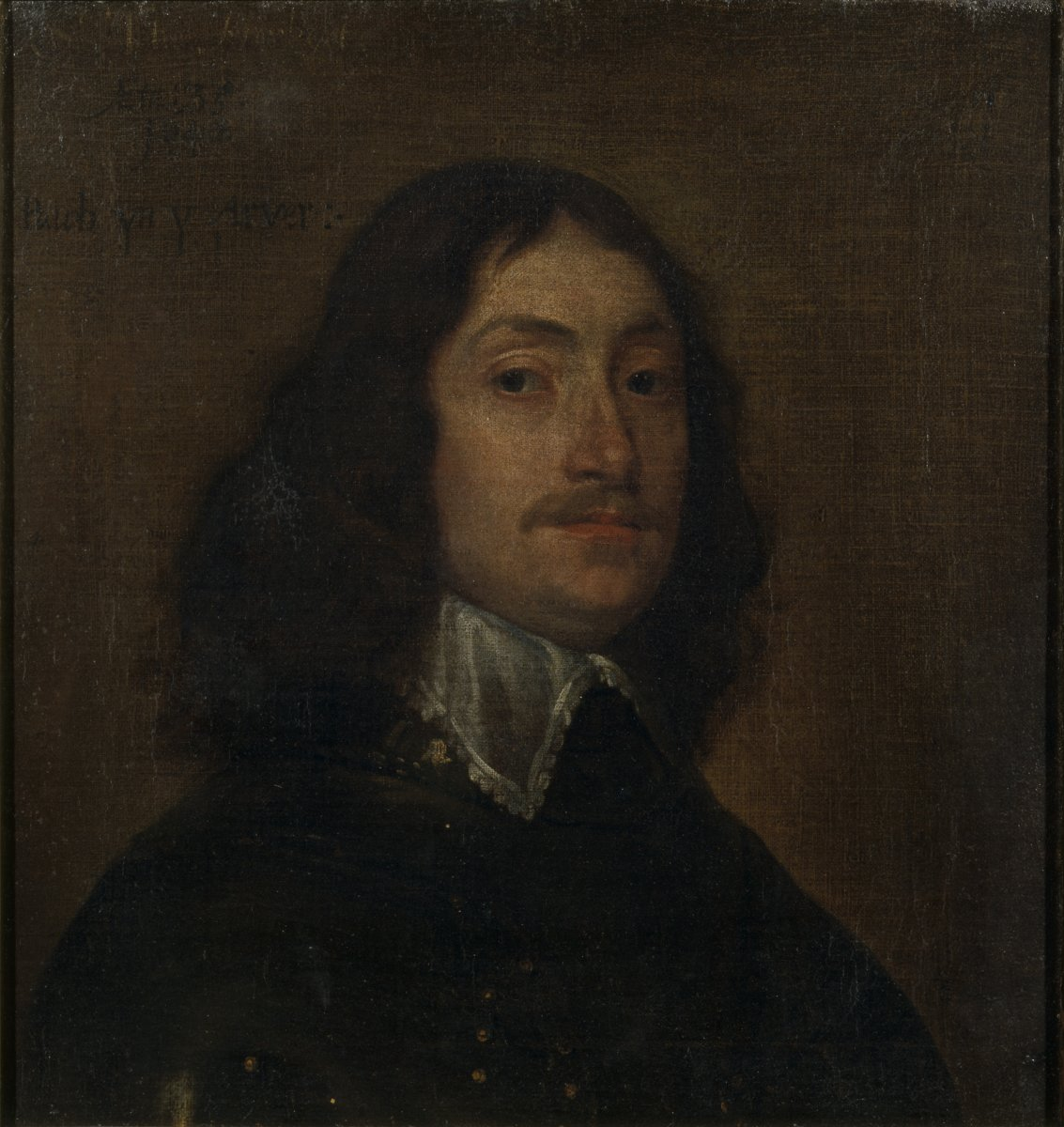
السير توماس هربرت

السير توماس هربرت (بالإنجليزية:  Sir Thomas Herbert)‏ (1682-1606 م). رحالة، ومؤلف، ومؤرخ إنجليزي.

## السيرة
ولد توماس هربرت في يورك عام (1606م).وهو ابن كريستوفر هربرت و (جين) ابنة هنري أكرويد من فوجاثورب في إيست رايدنج من يوركشاير. وينحدر أصل العائلة من ريتشارد هربرت ببلدة كولبروك في مونماوثشاير، حيث إستقرت العائلة وعرف أبناءها كتجار مهمين فيها ولعدة أجيال. زوجته الأولى (لوسيا) ابنة السير والتر ألكسندر التي تزوجها في (16 أبريل/نيسان 1632م). وتوفيت عام (1771م)، انجب منها أربعة أبناء وستة بنات، ماتوا ولم يبقى منهم سوى ولد واحد وثلاث بنات. وفي (11 نوفمبر 1672م)، تزوج من (إليزابيث) ابنة (السير جيرفاس كاتلر) من ستينبورو، يوركشاير. اما من زوجته الثانية فانجب بنتاً واحدة توفيت وهي طفلة. كانت إحدى بناته متزوحة من (العقيد روبرت بهاير).

## الدراسة
يذكر انه تم قبول هربرت عام (1621م)، في كلية يسوع في جامعة أكسفورد؛ لكن أسمه لم يعثر عليه في سجلات الجامعة، ولا يوجد له أي أثر في تاريخ جامعة أكسفورد، فهو لم يحصل على درجة علمية منها، ويذكر ايضاً انه ذهب بعدها واقام لفترة قصيرة في كلية الثالوث في كامبرديج، حيث ان عمه (الدكتور أمبروز أكرويد) كان زميلاً في الكلية.

## الرحلة
عام 1627م، حصل وبتأثير من قريبه وليم هربرت الذي يحمل لقب (3rd Earl of Pemborke) على تعيين في بعثة السفير السير (دودمور كوتون) الدبلوماسية المرسلة من قبل الملك تشارلز الأول إلى بلاط شاه عباس الأول الصفوي من (1626-1629).إبتدأً توماس هربرت عمله كسفير لبلاد فارس مع السير روبرت شيرلي.
أبحروا في مارس/آيار فزاروا كيب تاون، مدغشقر، غوا، وسورت، حتى رسى على الساحل الفارسي في (10يناير/كانون الثاني 1628) وسافر متجولاً داخل البلاد، فذهب إلى بهشهر، ومنها إلى قزوين، وعندما مات (كوتون وشيرلي) حيث قام هربرت برحلات مكثفة وواسعة في المناطق الفارسية النائية، فزار كاشان، وهو واحد من عدة رحالة أجانب زاروا بغداد في العهد العثماني فقد زار بغداد عام (1628م).
 وبعدها زار أمل. وفي رحلة عودته مر هربرت على سيلان، وساحل كورومانديل، وموريشيوس، وسانت هيلينا. وصل إنجلترا في عام (1629م)، ورحل منها إلى أوروبا من (1630-1631). لقد ركز في كتاباته على الأمبراطورية الفارسية والمغولية حيث كان لهما دور كبير على الأرض في العهود الماضية. تقاعد من البلاط الملكي عام (1634) (ربما تحطمت آماله بسبب وفاة (بيمبروك Pembroke) في 1630)؛ وبعدها أقام عند ممتلكاته في قرية تينترن وأماكن أخرى حتى قيام الحرب الأهلية الإنجليزية، وفيها قد انحاز إلى جانب البرلمان.

## إعدام الملك
وعندما كان تشارلز الأول ملك إنجلترا في عهدة البرلمان، كان هربرت من المخلصين إليه للفترة من (1647 حتى إعدام الملك في يناير/كانون الثاني 1649).
كان السير توماس هربرت رجلا نبيلاً ومن المخلصين المقربين للملك تشارلز الأول حيث كان ينام في غرفة نوم الملك من عام 1647 حتى إعدام الملك. وخلال الحرب الأهلية الإنجليزية الأولى كان هربرت من أشد المؤيدين للبرلمان، وعندما كان في خدمة الملك، لم يجد (الجيش النموذجي الجديد) أي شك في عدم ولائه.وقد تباينت الآراء حول ولاء هربرت للملك تشارلز. في عام (1678) كتب تحت عنوان: (Threnodia Carolina وهو سرد لآخر سنتين من حياة الملك). وطبعت عام (1813م)، ونشرتة تحت عنوان (مذكرات للسنتين الأخيرتين من حكم الملك تشارلز الأول). وفي هذا السرد يظهر ولاء هربرت الشديد، فهو كان مذهولاً عندما كان مع الملك على السقالة وانفجر باكياً عندما بدا الملك منزعجاً من بعض الأخبار التي وصلته.وهو من رافق الملك في مسيرته الأخيرة من قصر سانت جيمس إلى وايت هول، اعطاه الملك ساعته الفضية الكبيرة.وهو كان أحد المفوضين المكلفين بدفن جثمان الملك في الكنيسة الصغيرة في وندسور، وكذلك إحتفظ بالعباءة التي لبسها الملك على السقالة، وبخزانة الملك التي فيها بعض الكتب تعود للملك، ومنها ورقة وليم شكسبير التي نسخت عام (1632م) وكان الملك تشارلز قد كتب على صفحة غلافها هذه الكلمات: (Dum spiro spero). فيما بعد قام أحد اقرباء هربرت ببيع العباءة لأميرة ويلز، فيما بعد الملكة (كارولين) زوجة الملك جورج الثاني. ورقة شكسبير موجودة الآن في مكتبة قلعة وندسون.
في (3 يوليو/تموز) كوفيء هربرت بلقب بارون على خدماته المخلصة للملك تشارلز. ثم بعد هذه الأحداث شغل نفسه في مجال الآثار والأدب، ولم يشارك كثيراً في الشؤون العامة. كان منزله في بيتي فرانس، وستمنستر، الآن يورك ستريت، كان لديه منزل آخر في بيترجيت يورك، وعقار في تينترنمونماوثشاير.

## بعد الإعدام
بعد إعدام الملك، تبع هربت (الجيش النموذجي الجديد) إلى أيرلندا حيث وصل في فصل الصيف، ليشغل منصب مفوض في البرلمان. كان من المقرر ان يبقى في أيرلندا خلال العقد القادم، ليخدم في مختلف المكاتب الحكومية. في (ديسمبر/أيلول 1653) تم تعيينه سكرتيراً للجنة الحاكمة لأيرلندا، والتي أعيد تشكيلها في (أغسطس/آب 1654) في مجلس إدارة أيرلندا. حيث شغل منصب كاتبها حتى عام (1659). منحه هنري كروميل وسام الفارس لخدماته في (يوليو/تموز 1658). بمناسبة استرداد الملكية الإنجليزية في عام (1660) رجع هربرت إلى لندن للإستفادة من عرض العفو العام. في (3 يوليو/تموز 1660) بعد وقت قصير من وصوله قابل الملك تشارلز الثاني الذي جعله بارونا. بعدها انسحب من الحياة العامة، لكنه بقي في البداية في لندن مقيما في شارع بورك في ويستمنستر، حتى ظهور طاعون لندن العظيم عام (1666م)، وعندها تقاعد في يورك.

## وفاته
توفي السير توماس هربرت في منزله في يورك في (1 مارس/آيار عام 1681-2). ودفن في كنيسة القديس كروكس في نفس المدينة. وضعت أرملته على قبره لوحاً من النحاس تخليداً لذكراه. على ما يبدوا ان عنوان العائلة قد إنقرض بموت البارون الخامس (السير هنري هربرت) في يناير/كانون الثاني 1732م.